# 12. п. н. е.
12. п. н. е. била је или обична година која почиње у суботу, недјељу или понедјељак или преступна година која почиње у недјељу јулијанског календараи уобичајена године са почетком у петак по пролептичком јулијанском календару. У то вријеме је била позната као година конзулства Месале и Квиринија (или, ређе, година 742. Ab urbe conditaa). Деноминација 12. п. н. е. за ову годину се користи од раног средњег вијека, када је календарска ера Anno Domini постала преовлађујући метод у Европи за именовање година.

## Догађаји
- Развод Тиберија и Випсаније Агрипине.
- Брак Тиберија и Јулије Старије.
- Август је једногласно изабран за великог понтифика.
- Тиберије замењује Марка Випсанија Агрипу у активној војсци у Панонији.
- У Лугдунуму је подигнут олтар, где су галске заједнице обожавале „Рим и Август“.
- Оснивање тврђаве Нојс (Немачка).
- Појава Халејеве комете.
- Оснивање пограничног града Аргенторат.